# クロロフルオロメタン
クロロフルオロメタン（Chlorofluoromethane）とは、化学式がCH2ClFのハロアルカン。フッ化塩化メチレン（Methylene chloride fluoride）、フロン31（Freon 31）などとも呼ばれる。
結晶構造は単斜晶系で、空間群はP21、格子定数はa = 6.7676, b = 4.1477, c = 5.0206 (.10-1 nm), β = 108.205°。
高度22kmではクロロフルオロメタンが微量(148 ppt)に生成している。
冷媒に使われているが、オゾン破壊係数は0.02である。